# Кулики (Пермский район)
Кулики — деревня в Пермском районе Пермского края. Входит в состав Култаевского сельского поселения.

## Географическое положение
Деревня расположена на берегу реки Кама, при впадении в неё малой реки Нестерка, примерно в 9,5 км к северо-западу от административного центра поселения, села Култаево.

## Население
| 2010 |
| ---- |
| 26   |

## Улицы
- Береговая ул.
- Береговой пер.
- Березовая ул.
- Генерала Гребнева ул. (названа в честь проживавшего на ней некоторое время генерала Гребнева)
- Дачная ул.
- Звездная ул.
- Камская ул.
- Кедровая ул.
- Сосновая ул.
- Уральская ул.

## История
С 2002г местными жителями принято отмечать день рождения деревни. Мероприятие проводится раз в пять лет во вторую субботу июля. В 2002г на празднование 210-летия деревни приехало больше 150 человек, родившихся или когда-то проживавших в Куликах. Статья о мероприятии вышла в местной газете НИВА Вдохновителем мероприятия стала местная жительница Колбина Галина Николаевна, обнаружившая упоминание деревни в официальных источниках.